# スウェーデンの歴史

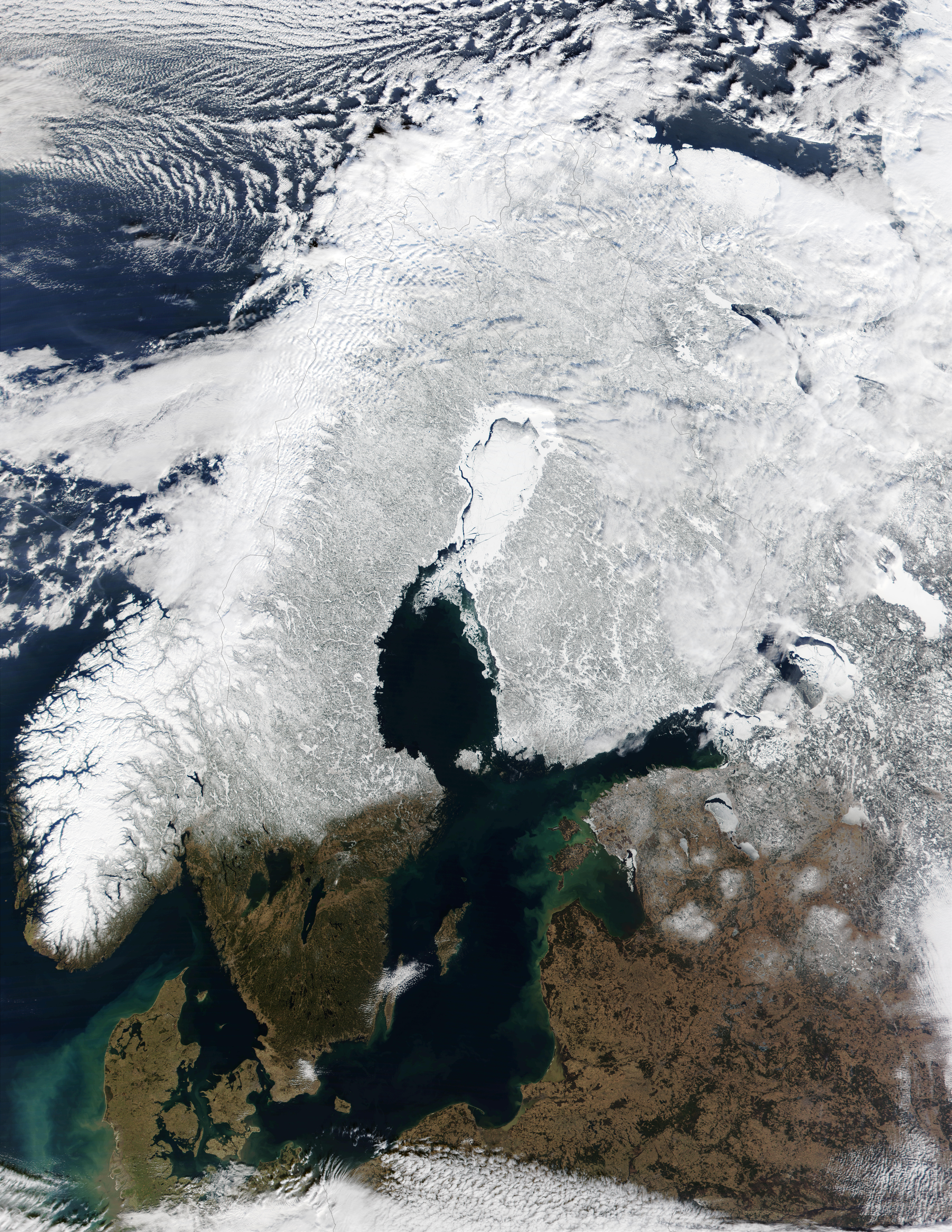
スウェーデンの衛星写真（4月）。国土の大半が雪に覆われている。

本項ではスウェーデンの歴史（スウェーデンのれきし）を記す。スウェーデンはスカンディナヴィア半島東部に位置する南北に長い国土を有する国である。同じ北ヨーロッパに属するデンマーク、ノルウェー、フィンランドのみならずバルト三国、ロシア、ポーランドにさらにドイツとの間でも戦争や外交が展開された歴史を持つ。また近代においては武装中立を国是とし、世界有数の福祉国家を建設した。

## 概史

### 先史時代から古代
考古学的な発掘調査などによれば、今のスウェーデンにおける人類の痕跡は、紀元前1万年頃に遡れる。紀元前3000年頃には農業を営み、青銅器を使用していたとされる。青銅器時代には西海岸地帯に集中して見られる岩石線画が自然の平面岩に刻まれ、また絵画石碑もゲルマン鉄器時代やヴァイキング時代のスカンディナヴィアに建立された。絵画石碑は主にゴットランド島で発見されていて、これらは死者崇拝や埋葬習慣に起源を持つと考えられている。
知られている限り、この地域について言及した最古の文献記録は古代ローマの歴史家タキトゥスの『ゲルマニア』である。タキトゥスによればバルト海には島（当時スカンディナヴィア半島は島だと考えられていた）が浮かんでおり、この地に住む民族である「スイーオネース」は陸上戦力のみならず水軍を持ち、勢力を振るったという。『ゲルマニア』の記録によれば、スウェーデン中部のスヴェーア人が建国した初期の王国の形成は、28の各部族が3つの原生国家へと統合されて行ったと記されている。
その原生国家の一つ、メーラル王国はメーラル湖を中心として栄えた王国であり、6世紀頃に残る2王国を併合し、スヴェーア諸族を統合して誕生したのがシルフィング王朝であったとされ、それが650年頃にデーン人に滅ぼされた後にヴェルムランド地方へ逃れてインリング王朝として再建、南部のゴート王国を服属した後、860年には首都を古ウプサラへ設置し、後のスウェーデン王国の祖形が成立したと言う。5世紀から6世紀にかけてのスカンディナヴィアでは、民族移動期と呼ばれ（この民族移動期は、ゲルマン民族の大移動と結びつけられて考えられて来た）、スカンディナヴィア半島南部で砦の建設が急増したが、これは地方的権力の台頭に起因すると考えられている。こうした社会的緊張は、地域的、集団的アイデンティティーを高めたと言えるが、砦が急増した理由として、後期民族移動期に北欧各地に割拠する権力者と豪族たちによる北欧内部での活動が盛んとなり、それらから防衛する必要性から築造されたと考えられている。また、豪族たちはヨーロッパ大陸での傭兵活動や、北欧内部及びバルト海沿岸地域での交易、略奪遠征を行って来た。こうしたことは、続くヴァイキング時代の下地となったと言える。

### ヴァイキングの時代
スカンディナヴィアには北ゲルマンの諸部族の小王国が乱立していたが、次第にスウェーデン、デンマーク、ノルウェーの3王国に収斂されて行った。彼らはローマ人やフランク王国から「北の人（「ノルマンニ」あるいは「ノルマン人」）」と呼ばれ、船団、艦隊を組織し、バルト海から北海沿岸での交易、略奪を行った。特に略奪を行うノルマンニは「ヴァイキング」と呼ばれ、9世紀にはその剽悍、野蛮を怖れられた（捕虜となった人々を奴隷としてイスラム世界等に輸出する等、北欧社会にも奴隷貿易や奴隷制は存在した。なお、スウェーデンとその王国領であったフィンランドの奴隷制は、1335年に「キリスト教徒の両親によって生まれた奴隷」が事実上、全て本土において廃止された）。この時代は、西ヨーロッパに比べると、スカンディナヴィアは中世初期の歴史について記述による証拠に乏しく、スカルド詩による口述の伝統を選んだため、最初の法典や歴史が編集されたのは12世紀になってからであった。その中でヴァイキング時代の痕跡を残したものとして絵画石碑やルーン石碑があった。特にルーン石碑は、10世紀、11世紀に作られ、ルーン文字で刻まれている。ルーン文字を使った古ノルド語の碑文は北ドイツのヘーゼビュー、ロシア・ウクライナ（ルーシ）、グリーンランド、北部スコットランド、マン島、イングランド、アイルランドの各地で見つかっており、イスタンブールのモスクにもルーン文字の彫刻が見られる。
彼らの中にはデンマーク・ノルウェー・ヴァイキングのようにアイスランドからグリーンランド、さらにアメリカ大陸に到達、植民した者もいたが、スウェーデン・ヴァイキングは主に東方へと進出し、ドニエプル川、ヴォルガ川を遡り、東ローマ帝国やイスラム世界と交易などの接触を持った（それ以前にバルト海を掌握していた可能性もある。特にスウェーデンでは、遠距離交易の要素が強く、現在のラトビアにおけるリヴォニア沿岸に7世紀 - 8世紀のスウェーデン系及びゴットランド系人の定住地跡が発掘され、交易上・軍事上の拠点としてあったと考えられている）。またロシア平原に定住し、8世紀から11世紀までにノヴゴロド公国やキエフ大公国などルーシ諸国の建国者となった。東スラヴ人側からの伝記では、彼らは「ヴァリャーグ」と呼称されているが、これがスウェーデン・ヴァイキングであるかは定かでない。少なくとも彼らがゲルマン人の一派である事は確認されている。ヴァリャーグにスウェーデン人がいたと確認されるのは、977年にスカンディナヴィアに逃亡して来たノヴゴロド公ウラジーミル1世で、彼は、スウェーデンで兵士を雇って帰還し（この傭兵たちは、ロシアに来た最後のヴァリャーグ集団となった）、長兄を破ってキエフ大公に就いた時代で、すぐに厄介者となった。そこでウラジーミル1世は、東ローマ帝国で反乱に悩まされている皇帝バシレイオス2世に援軍として彼らを送った（en:Christianization of Kievan Rus'）。以後、ヴァリャーグは東ローマ皇帝の「親衛隊」となった（ヴァラング隊 (Varangias)）。ヴァリャーグの親衛隊で著名なのは、皇帝のヴァラング隊として仕えていたノルウェー人のハーラル3世苛烈王で、彼らのような小規模な常備軍を擁していた戦士団は、ハスカールと呼ばれた。この集団は、従士制度を持っていたと考えられ、キエフ大公国のドルジーナ (Druzhina) とも共通性があり、ヴァイキングの戦士団は、この従士制に基づいていたと考えられている。
最古のヴァリャーグの国家は、現在のロシア北部にあったとされる、8世紀後半から9世紀の半ばにかけて成立したルーシ・カガン国で国家または都市国家群であり、ノース人の他、バルト人、スラヴ人、フィン人、テュルク系民族などで構成されていた。8世紀半ばに最初のスカンディナヴィア系の人々が移住を始めた。これらの移住先の街は、古ノルド語で「ガルダリキ（Garðaríki、砦の国）」と呼ばれるようになった。ルーシ・カガン国の存在は幾つかの文献と、1820年から行われたラドガと北部ロシアの関連集落の発掘調査から確認されているものの、ルーシ諸国の建国は、このルーシ・カガン国の衰退後であり、その最期は不明である。
このようにヴァイキングとして各地に探検、植民をしてきたが、彼らの発祥の地であるスカンディナヴィア半島東では9世紀頃からスヴェア人の王国が建国され、自然崇拝による祭祀が営まれた。10世紀にはキリスト教が伝来し、幾分の抵抗を伴いながらも受容されて行った。しかしスウェーデンは、北欧では最も遅くまで異教の影響が残った。異教の王としてスヴェアランドを支配した最古のスウェーデン王は、ユングリング家のエリク6世勝利王であったと言われ（古代の王や、北欧神話に登場するスウェーデン王がいたとされるが、その多くは各部族の王か、伝承や伝説上のもの）、スウェーデンの政治的統合体は、ヴァイキングの時代によってその原型が形成されたと言える。また、最古のスウェーデン王の洗礼は、エリク6世の子オーロフ・シェートコヌングの1008年頃の西方教会の洗礼によるものだったが、完全なキリスト教化は12世紀半ばであった。宗教面、経済面、政治面で重要な中心地であるガムラ・ウプサラの大犠牲祭の司祭は王が務めることになっており、1164年にガムラ・ウプサラに大司教座が置かれるまでこの慣習が続けられた。スウェーデンのキリスト教化は、ガムラ・ウプサラに置かれたこの大司教座を中心として進められることとなる（cf. スカンディナヴィアのキリスト教化#スウェーデン）。ヴァイキング時代の都市遺跡には、ビルカやホーヴゴーデンなどがあるが、ビルカは11世紀以降の産物は発見されず、980年以前には消滅したものと考えられているが、ホーヴゴーデンは、スウェーデン王国の王領地のネットワークであるUppsala ödに含まれ、中世には王宮の所在地や行政上の中心地でもあった。城と教会も建造され、1279年には封建制度が確立している。
ビルカやゴットランド島のヴィスビューは「ヴァリャーグからギリシアへの道」への起点でもあった。この交易路は、黒海やコンスタンティノープル、あるいはカスピ海へ至っていた水陸交易路であった。ヴァリャーグの伝説の王リューリクは862年にラドガを自身の都に定めたと伝えられている。ルーシの諸国はこのリューリクの後継者によって建国されたとスラヴ側の「原初年代記」は記している。またラドガは、10世紀及び11世紀のヴァイキングやスウェーデン、ノヴゴロド公国の動向が原初年代記や「サガ」などに文献として残った。ラドガの発掘品からもラドガが次第にヴァリャーグの街となっていったことが確認できている。

### 統一王国の誕生とカルマル同盟
12世紀になるとエーリク9世によるフィンランド進出（北方十字軍）が行われ、ヴァルデマール王を開祖とするフォルクンガ朝の頃にはフィンランド南部を併呑した（スウェーデン＝フィンランドの形成。デンマークとスウェーデンのバルト海東岸・南岸への進出は、既ににヴァイキング時代以前から始まっており、中世盛期以降のバルト海地域は、ハンザ同盟や騎士修道会の利害とも絡み、複雑化して行った）。この十字軍（スウェーデン・ノヴゴロド戦争）は、1300年頃まで継続し、1323年にノヴゴロド公国に対してノーテボリ条約を結ぶことによって終了した（ただし両国の紛争自体は、15世紀半ばまで継続した）。フィンランドがスウェーデン王国に組み込まれる中で（1284年にはフィンランド公を設立）、ノルウェーとも1319年から50年代まで人的同君連合を組んだ。1370年には、ハンザ同盟と組み、シュトラルズントの和議を結んでデンマークを牽制した。
また、現在のスウェーデンの首都となるストックホルムは、13世紀半ばにスウェーデン東部のメーラレン湖東にある小島スタツホルメン島にフォルクンガ朝のビルイェル・ヤール王による砦として築かれたのが最初で、砦としてだけでなく、都市としての機能も形成された（島を囲むように丸太の柵が巡らされていた為に、「丸太の小島」と呼ばれるようになったが、これはスウェーデン語で「ストックホルム」と言い、都市名もそれに倣って決定された）。ストックホルムの街は次第に拡大して行き、スウェーデンの有数の都市となり、ハンザ同盟においても重要な都市として発展していった。
このようにスウェーデン王国は発展していく中で、王と貴族たちの争いが激化して内部の弱体化が進んだ。1389年にはスウェーデン王アルブレクトがデンマークに敗れ捕虜となり、王位を剥奪された。1397年にはデンマークとノルウェーの摂政であるマルグレーテ1世のもとでカルマル同盟が結成され、スウェーデンはデンマークの支配を受けることになった。しかしスウェーデンは、1430年代からデンマーク支配からの脱却を試み始める。そして、騎士カール・クヌートソンのように1438年から1470年まで摂政及び国王として断続的に選出されるなど、その支配を甘んじて受けていたわけでは無かった。しかしカールの中央集権主義に反対する貴族の抵抗も強く、1451年からデンマークと戦争状態に入ったことから幾度となく王位を追われ、結果的にデンマーク支配を覆すことは出来なかった。
デンマーク支配に対するスウェーデン人の抵抗運動は、上記のように絶え間なく展開され、デンマークによる弾圧は1520年、クリスチャン2世による「ストックホルムの血浴」で極点に達した。このような弾圧に対し、スウェーデン人はグスタフ・ヴァーサを指導者として蜂起した。ハンザ同盟の助力も得て独立を勝ち取り、ヴァーサ朝が開基された。

### スウェーデンの独立
ヴァーサ朝はエリク14世の治世からバルト海へ勢力伸長を目指すようになった。折しも1558年から始まっていたリヴォニア戦争に参戦する。しかし当時のスウェーデンは、ヨーロッパの中での小国であり、またデンマークとも因縁を抱えていたことからデンマークとも戦争を開始する。スウェーデンはリヴォニア戦争の対戦国であるモスクワ・ロシアとデンマークに対抗するために中東欧の大国であったポーランドと同盟を結んだ。この同盟はポーランド・ヤギェウォ朝との婚姻も含まれていた。1568年に狂気の進んだエリク14世は、王弟であるフィンランド公ヨハンに王位を簒奪された。国王となったヨハン3世は、デンマークとの戦争を終結させ、ポーランドと共闘してロシアをバルト地方から駆逐した（1561年にエストニア公国を建国し、1595年に確定）。さらにヨハン3世の息子でヤギェウォ家の血筋であるジグムント3世が1587年にポーランド王に迎えられた。ジグムント3世は1592年にスウェーデン王も継承していたが、彼は熱烈なカトリック教徒であり、未だ小国であったスウェーデンにとって大国ポーランドの支配下に置かれることで、スウェーデンのプロテスタントとしての独立が危ぶまれる恐れが生じたため、1598年に叔父のカールに反乱を起こされ、王位を剥奪された（1600年の粛清の主体は、ジグムント側についたカトリック教徒の貴族であった）。ポーランド・ヴァーサ家にとっては王位簒奪であり、そのことでスウェーデン、ポーランド両ヴァーサ家の王位を巡る遺恨が生じることとなった。1604年に国王となったカール9世は、再びバルト地方に勢力伸長を目指し、同時に大国となるべく邁進するも、デンマークやロシア、そしてポーランドといった周辺諸国に包囲されており、また国力の弱体化も進んでいた。こうした情勢の中でロシア大動乱への参戦を皮切りにスウェーデンは17世紀、北方の獅子を始め、ヨーロッパ列強となるべく近代化への道を突き進むこととなる。
なお、16世紀半ばになるとスウェーデンの民族主義が高まり、1555年にヨハンネス・マグヌスが歴史書「ゴート人たちとスウェーデン王国の歴史」の編纂中に創作した、スウェーデン王国の建国神話によるゴート起源説が生まれ、17世紀の大国時代を正当化するものとなった。しかしこれは、現代では歴史的根拠の無い俗説である。しかし当時は事実として受け止められ、政治的理念として活用された。また、1581年にフィンランド公の上位にフィンランド大公が設けられた（これは、フィンランドの支配層であるスウェーデン系フィンランド人たちによる要請もあった）。不要となったフィンランド公は1606年に廃止された。国語は、古ノルド語から派生した古スウェーデン語から、1526年の宗教改革と活版印刷の導入による近世スウェーデン語に改められた。これは、スウェーデンの宗教改革によるルター派の国教会設立運動と連動している。しかし16世紀まではスウェーデン国内に多くのカトリック教徒を抱えていた。1598年にカトリック主体のポーランド・リトアニア連合から離脱したスウェーデンは、1600年に国内のカトリック教徒を粛清してルター派を国教化した。また、同時にスウェーデン＝フィンランドを形成していたフィンランドも同様にルター派となった。ただし、フィンランドの教会改革はフィンランド語で成された。
この頃のスウェーデンの王権はそれ程強くなかったが、ヴァーサ家が世襲となったことで王権も総じて上昇していった。しかし、貴族層は王権への反発が強く、近世以降も王家と貴族層は王権を巡って駆け引きをし続けることとなった。ヴァーサ家は独立と大国主義を標榜するために絶対王政への道を近代化政策と連動して実行して行くこととなる。なお、スウェーデンの王権理念は、他ヨーロッパ諸国同様、身分制議会の元で法律と人民に拘束された「立憲主義」的王権観を持っていた。

### 「北方の獅子」と「北方のアレクサンドロス」

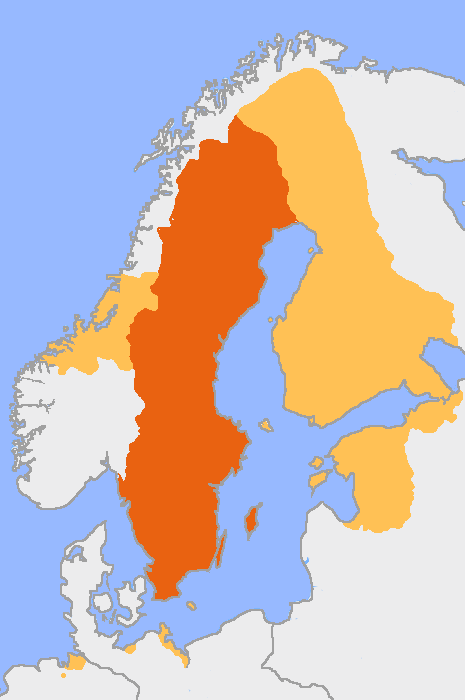
バルト帝国の時代のスウェーデン。現在の濃い色に加え薄い色の範囲まで。

ヴァーサ朝はバルト海沿岸に領土を拡大させ、グスタフ2世アドルフの頃には身分制議会が置かれ、1617年に最初の議会法が制定された。さらに重商主義政策を推進し、北アメリカのデラウェアに植民地を建設したほか（ニュースウェーデン）、各種産業を保護育成した。グスタフ2世の業績は、1612年にスウェーデン宰相となったアクセル・オクセンシェルナ抜きには達成されなかったと言える。オクセンシェルナは内政面で主君を支え続けた。初期のグスタフ2世のデンマークとのカルマル戦争は、スウェーデンの敗戦であったが、その講和条約であるクネレド条約で多額の賠償金を支払うことで領土返還に持ち込んでいる。1620年代のポーランドとのスウェーデン・ポーランド戦争の苦しい時にも傍らにあり主君を諫めた。その後もオクセンシェルナは、主君と二人三脚でスウェーデンを大国化させようと努力を重ねた。主君の死後は、主君の遺児、幼君クリスティーナを補佐し、スウェーデンを盛り立て、最終的にはスウェーデンを列強の地位に押し上げた功労者となった。
グスタフ2世アドルフは「北方の獅子」と呼ばれ、デンマーク、ポーランド・リトアニア共和国、ロシア・ツァーリ国と争い、イングリア、リガなどバルト海沿岸を征服支配、バルト帝国を確立した。ポーランド（共和国）とは王位継承問題を抱えており、スウェーデン軍は共和国に侵攻し国内各地を跳梁したが、オスマン帝国対策を一段落させて南方から戻ってきたポーランドの名将スタニスワフ・コニェツポルスキに撃退されポーランド併合は挫折した。しかしポーランドも財政問題を抱えており、休戦協定が締結されることとなり、リヴォニアの大半を征服することに成功する。これによりグスタフ2世は、当時は未だ強国であったポーランドから外交的勝利を得たことでヨーロッパでの名声を高めることとなった。その後、1618年に始まる三十年戦争には1630年にプロテスタント側に味方し介入。ポンメルンからバイエルンまで破竹の進撃をしたがリュッツェンの戦いで戦死した。国王の戦死を受けて宰相オクセンシェルナはハイルブロン同盟の結成など画策しつつ戦争を続行し、中央ヨーロッパに進出、1648年のヴェストファーレン条約ではスウェーデンは戦勝国となった。しかしグスタフ2世アドルフの後継者クリスティーナは、この条約で要求の半分の賠償金、西ポンメルンの獲得など大幅な譲歩をした。三十年戦争後期にはデンマークとも戦端を開き、1645年にゴットランド島やエーレスンド海峡の通行税免除などを勝ち取り、スウェーデンは北欧での覇権も確立した。三十年戦争後のスウェーデンは、ヨーロッパの勢力均衡体制（ヴェストファーレン体制）の一員となった。
クリスティーナは政治より学問に関心があり、デカルトなどを宮廷に呼んで哲学的思惟に耽ったりした。そして財政問題などを招いて退位し、ローマで「サロンの女王」として余生を過ごした。クリスティーナの退位によって、プファルツ選帝侯家の傍系プファルツ＝クレーブルク家が王位に即いた。クリスティーナの女系の従兄である初代国王カール10世は、1655年からポーランド、デンマークと戦争を起こし1661年まで続いた（北方戦争）。侵攻したポーランドではスウェーデン軍の蛮行によって共和国を荒廃させたために孤立化し撃退されたが、スウェーデン領リヴォニアは確定し、プファルツ朝も承認され、王位継承問題は解消された。また、ロシアのバルト海進出もこの時は抑止された（大洪水時代）。1658年にはデンマークからスコーネを奪い、スウェーデンは膨張の極みに達した。この時代がスウェーデンの絶頂期とも言われている。しかしその後のスウェーデンは、北方戦争で国力が疲弊したこともあり、1670年代には周辺国との戦争に巻き込まれるなどしたが、カール11世が1680年に土地改革を行って自作農を増やしたり、国力の増強に努めた。この時代、プロイセンの勃興やデンマークの復讐戦などに手を焼いたものの、バルト帝国は維持され、絶対王政（絶対君主制）が開始された。しかしスウェーデンの国力は大陸国家の範疇を出ず、植民地帝国の形成にまでは至らなかった。
1697年にカール12世が即位すると、バルト海の出口を求めるロシアのピョートル1世、デンマーク・ポーランド連合軍と1700年に始まる大北方戦争を戦った（反スウェーデン同盟）。スウェーデンは開戦初期にデンマークを同盟から引きずり下ろし（1709年まで）、ロシアとのナルヴァの戦いにも勝利して、カール12世は「北方のアレクサンドロス」の異名をとった。スウェーデンは一時ポーランドを傀儡国家にすることに成功し、1706年にスウェーデンの勢威は再び頂点に達するが、残る対ロシア戦におけるロシア遠征において、冬将軍と焦土作戦によってスウェーデン軍は疲弊した。その間に体勢を立て直したロシアとの1709年のポルタヴァの戦いで大敗を喫し、カール12世はオスマン帝国に落ち延びた。劣勢は覆せず、その間に反スウェーデン同盟は再構築された。バルト海でもロシア海軍に敗北し、制海権を失うと共に1718年にノルウェー侵攻中のカール12世が戦死し、バルト帝国は崩壊した。その妹ウルリカ・エレオノーラが即位するが、戦況はスウェーデンに不利に転じ、1720年までにデンマークを含めたバルト海沿岸諸国や神聖ローマ帝国諸侯と講和し、1721年のニスタット条約でリヴォニア、エストニア、カレリアなどバルト海沿岸の覇権を喪失した。

### スウェーデンの没落
この頃からスウェーデン宮廷ではメッソナ党とハッタナ党による派閥争いが熾烈を極め、王権は弱体化し、派閥に属する貴族による議会が国政を取り仕切る「自由の時代」となった。比較的平和な時代が続き、生物学のリンネなどが活躍し、学芸が大いに発展した。しかしスウェーデンの対外的国力は低下していき、かつての「バルト海の覇者」の面影はなくなってしまった。
このようなスウェーデンの没落を憂慮した啓蒙専制君主グスタフ3世は、1772年にクーデターによって王権を復活させ、1790年までに絶対君主制を復活させた。さらに強力に内政を充実させ、外交ではフランス王国と提携し、エカチェリーナ2世時代のロシア帝国と対抗した。グスタフ3世はロシア・スウェーデン戦争を起こし、バルト海でのパワーバランスをある程度回復させた。さらにアメリカ独立戦争における外交政策やフランス革命への反革命政策などを行った。グスタフ3世はスウェーデン中興の実を挙げたが、1792年に暗殺された。グスタフ3世とその息子の時代は「グスタフ朝時代」と呼ばれ、また、グスタフ3世自身の治世は「ロココの時代」と呼ばれている。
その後、フランス革命戦争が起こり、ナポレオン1世が登場すると、スウェーデンは第三次、第四次対仏大同盟に参加したが、敗北した。1809年にはフランス帝国の強制でフィンランドをロシアに譲渡することになった。この年、国王グスタフ4世がクーデターにより廃位され、立憲君主制に体制を改め、翌年にナポレオンの元帥ベルナドットを王太子に迎えた。後のカール14世ヨハンである。スウェーデンは王太子カール14世ヨハンの元でヨーロッパの解放に重要な役割を果たし、ナポレオン戦争において戦勝国となった。しかしフィンランドの奪還は諦め、代償としてノルウェーの獲得に留まる事となった（キール条約）。スウェーデンは戦勝国であったが、フィンランドや西ポメラニアなど、大陸側の領土を失った（ウィーン会議。西ポメラニア割譲の代償にザクセン＝ラウエンブルクの取得を認められていたが、ノルウェーを獲得出来たことで、これを近接するデンマークに譲渡した）。しかしフランス人であるベルナドットの合理的な思考の元で、スカンディナヴィア半島の統一を幸運にも成し遂げ、以後のスウェーデンは保守主義に転じ、北欧はより一体化していく（スウェーデン＝ノルウェー）。

### スウェーデンの近代

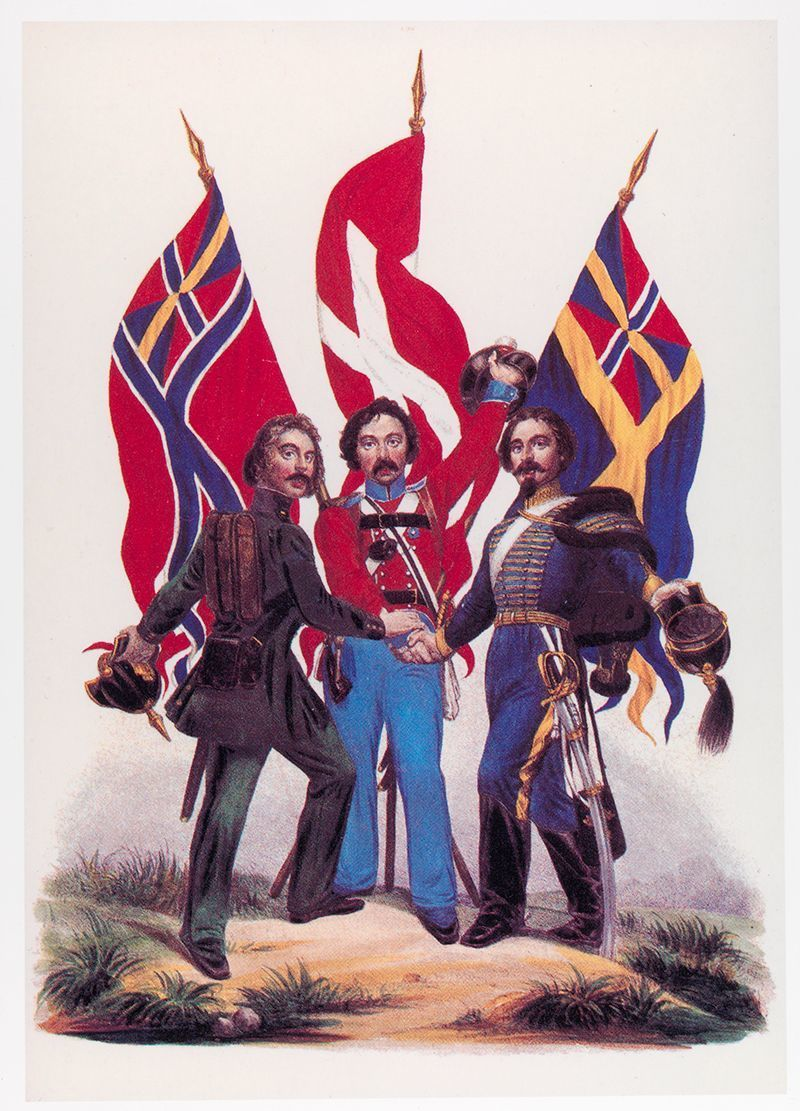
汎スカンディナヴィア主義

ナポレオン戦争後のスウェーデンは、カール14世の政策により今日の中立主義の芽が蒔かれたが、19世紀半ばになると、北欧全土が列強の脅威にさらされることとなり、スウェーデンを中心に汎スカンディナヴィア主義（ノルマン主義）と呼ばれる運動が、北欧諸国民の間で盛んになった。これは列強への対抗心からの北ヨーロッパ統一の機運の高まりであった。この運動を利用して、オスカル1世の大国復興を巡る駆け引きが行われたが、王権の低下と共に挫折した。1873年のスカンディナヴィア通貨同盟の成立は、汎スカンディナヴィア主義の数少ない成果であったが、1914年に解消された。
1872年に即位したオスカル2世は、汎スカンディナヴィア主義の幻想をドイツ帝国の汎ゲルマン主義と重ね合わせたが、もはや国王の統治権は形骸化しつつあり、国王による国家牽引は時代遅れであった。その後スウェーデンでは民主化が進められ、1866年には二院制議会が置かれ、さらに1908年には成人男子による普通選挙制度が導入され、1920年には労働者を支持基盤とする社会民主労働党が政権を獲得した。またこの時代は、アメリカ合衆国を始めとした北アメリカへの大規模な移民が20世紀初頭まで続いた。
ナポレオン戦争以後は戦争に直接参加しなかったため、スウェーデンには平和が到来した。学芸と科学技術が大いに発展し、探検家ヘディン、作家ストリンドベリ、経済学者ヴィクセル、ダイナマイトの発明者でノーベル賞の設立者ノーベルなどの偉人が現れた。また、鉱山学者・探検家のノルデンショルドは、1879年に北極海航路を制覇した。
1905年には平和裏にノルウェーの独立を認め、さらに第一次世界大戦（1914年にスウェーデン、ノルウェー、デンマークの北欧3国王は、マルメにおいて中立宣言を行った(三国国王会議)）、第二次世界大戦ではナチス・ドイツの侵攻の危機にさらされたが、ヘルマン・ゲーリングの執り成しによって中立を維持することに成功した。第二次大戦中には、迫害されていたユダヤ人の救出に尽力したラウル・ワレンバーグや、1945年の春にスウェーデン赤十字社とデンマーク政府が協力して強制収容所から助け出されたユダヤ人を中立国のスウェーデンへ脱出させる白バス計画が実施された。
戦後は国連に加盟し、国連の第2代事務総長にハマーショルドを輩出した。ハマーショルドは、第三世界の紛争の調停役となるなどしたが、冷戦真っ只中の1961年に墜落死した（ハマーショルドは死後、ノーベル平和賞を授与された）。また国連の外交官には、スウェーデン王家であるベルナドッテ家の一員のフォルケ・ベルナドッテもいたが、国連パレスティナ調停官に任命され、第一次中東戦争に赴いたがシオニストの過激分子に暗殺された。スウェーデンに限らず、北欧諸国が国連において中立的克つ、人道的な姿勢をとったことは「北欧ブロック」と呼ばれ評価されている。スウェーデンは戦後、北欧三国中立防衛同盟（スカンディナヴィア防衛同盟）を構想したが、第二次世界大戦期の中立政策の批判もあり、交渉は難航し、最終的に同盟は不成立に終わり、デンマークとノルウェーはNATOに加盟した。また、ソ芬戦争におけるスウェーデンの中立は、フィンランドを失望させたこともあり、戦後はよりフィンランドに配慮するようになり、ソ連を刺激しないため、スウェーデンはNATOにも加盟せず、武装中立政策を推進した。こうした情勢の中で北欧は、ノルディックバランスの時代に入った。
また、スウェーデンの王家であるベルナドッテ家は、1947年に王位継承者となるはずだったグスタフ・アドルフが航空事故死したのに続き、1950年にグスタフ5世が崩御し、次代のグスタフ6世が高齢であったことと、グスタフ・アドルフの嫡男カール・グスタフ（現カール16世グスタフ）が幼児であったために、グスタフ6世を最後に君主制を廃止することが議会で議論されたが、共和制への移行は否決され、正式にカール・グスタフが王太孫となる事が決定された。また、1979年に王位継承法が改正され（1980年施行）、長子相続制に基づく法定推定相続人の権利が第一子に与えられることとなり、現在に至っている。

### スウェーデンの現在
冷戦時代においては、1952年に北欧理事会がデンマーク・コペンハーゲンに設立されて北欧諸国とともに加盟し、ノルディックバランスを構築するも、スウェーデンの中立政策は、度々ソビエトに阻害された。その都度外交問題となったが、スウェーデンは西側諸国の助けを求めることは無かった（ただし、冷戦が「熱戦」になった場合のみ、スウェーデンも西側に立ってソ連と開戦する密約をNATOと結んでいた事が冷戦終結後に明らかとなっている）。しかしバルト海は、冷戦時代の東側諸国との最前線でもあったため、自力で国防を高めねばならなかった。1950年代 - 1960年代のスウェーデンの原子爆弾開発計画もその一環であり、計画が頓挫した後は、独自の潜水艦・戦闘機・戦闘車両などの開発に重心を置いたように冷戦期は重武装中立国家だった。冷戦後は、スウェーデンにとって直接脅威となるような国は見られなくなったため、軍事予算は削減し、2010年に兵役の義務は廃止された。そして中立主義も事実上放棄し、他国との協調関係を構築するようになった。しかし現在においてもスウェーデンは、軍需産業を推進し、近世以来の武器輸出国としての実績と伝統を今日まで維持し続けている。2022年2月に勃発したロシアのウクライナ侵攻を受けて、同年5月、NATO加盟を申請した。2024年3月に加盟手続きが完了し正式な加盟国となった。
スウェーデンが世界に誇る福祉政策は、1932年から1976年まで続いた社会民主労働党政権によって推進された。この政策は第二次世界大戦後の経済成長期にスウェーデンを世界有数の「福祉大国」（福祉国家論におけるスウェーデン・モデル）にすることに成功したが、1990年代には行き詰まりを見せ始めた。1991年の総選挙で半世紀ぶりに政権交代がなされ、保守政権が誕生した。しかしこの政権は経済運営に失敗し、1994年には社会民主労働党が政権を奪還する。新政権は福祉政策の弱点であった国際金融での立場の弱さを克服するため、EUの加盟にこぎつけた（1995年）。社会民主労働党政権は、経済を順調な成長軌道に乗せ、1997年には財政再建に成功する。再建された財政でスウェーデン人は再び福祉政策を増強することを選び、現在に至っている。社会民主労働党は、2006年に穏健党に政権を譲ったが、2014年に再び政権に返り咲いた。両党とも福祉国家擁護の立場をとっており、政策の違いは現在の処、ほとんど無くなっている。
北欧諸国は、1960年にイギリスを中心とした欧州自由貿易連合（EFTA）に加盟した。しかし1973年にデンマークはイギリスと共に欧州経済共同体（EC）に加盟した。これは北欧の経済力が西欧の経済力に比して弱い立場にあったため、ECの存在を無視できなかったのである。スウェーデンは以後もEFTAに留まったが、冷戦終結後、1993年にECが欧州連合（EU）として再編されると1995年にスウェーデンはフィンランドと共にEUに加盟した。しかしスウェーデンは、欧州為替相場メカニズムへの不参加によってユーロ導入が不可能となっている。穏健党は、ユーロ導入に肯定的であったが、政権交代もあり、現在は白紙の状態にある。
内政においては、移民問題や失業率の増加など様々な問題を抱えているものの、国内総生産 (GDP)の世界上位を維持し、外交ではサーミ人の保護、欧州統合への参加による武装中立の放棄、イラク戦争への派兵反対など、積極的な国際活動を行って、その存在感をアピールしている。またバルト三国に対する干渉も冷戦中から行われており、冷戦後には、首都ストックホルムにバルト海諸国理事会が設立（1992年）され、また、北欧資本の輸出の中心となるなど、この地域におけるスウェーデンの影響力は現在も強い。また文化面においても、ポピュラー音楽やノーベル賞など世界的流行を発信し続けている。

## 年表
- 793年 - デンマーク・ヴァイキングがスコットランドを襲撃。ヴァイキング時代の開始。スウェーデンは主に東方に進出。ヴァリャーグと呼称される。ヴァリャーグは9世紀初頭、ルーシ・カガン国を建国
- 829年／830年 - キリスト教伝道師アンスガルら、デンマーク（ヘーゼビュー）とスウェーデン（ビルカ）に布教
- 850年代 - アンスガル、ビルカに再訪。王の後押しを受け、布教を推し進めるが、抵抗を受け撤退[79]
- 860年頃 - ノルマン人（スヴェーア人？）、コンスタンティノープル襲撃[80]
- 862年頃 - ラドガの支配者、ルス族のリューリクがノヴゴロド公国建国
- 882年頃 - イーゴリ、オレーグを後見人にキエフ大公国建国
- 1000年頃／1008年頃 - スウェーデンのオーロフ・シェットコンヌング王が英国人宣教師によって受洗（西方教会）
- 1019年 - オーロフの娘インギゲルド・オロフスドッテルがノヴゴロド公ヤロスラフ1世と結婚
- 1142年 - スウェーデン軍がバルト海でノヴゴロド商隊を攻撃（『ノヴゴロド第一年代記(ru)』）。スウェーデン・ノヴゴロド戦争の始まり（-1445年）
- 1154年／1155年 - スウェーデンのエーリク9世（聖王）、北方十字軍を起こし、フィンランド侵攻
- 1240年 - ノヴゴロド公アレクサンドル・ネフスキーが、ネヴァ河畔の戦いでスウェーデンを撃破すると伝えられる
- 1319年 - ノルウェーと人的同君連合（-1355年）
- 1323年 - ノヴゴロド公国とノーテボリ条約を締結。十字軍の終了（スウェーデン＝フィンランドの成立 -1809年）
- 1335年 - スウェーデン＝フィンランドで奴隷制を廃止（「キリスト教徒の両親によって生まれた奴隷」の全てを解放）
- 1349年／1350年 - ペスト襲来
- 1370年 - ハンザ同盟と共にデンマークに対抗。シュトラルズントの和議で和睦
- 1389年 - スウェーデン王アルブレクト、デンマークに敗れ廃位
- 1396年 - ノルウェー王エイリーク3世がスウェーデン王エリク13世及びデンマーク王エーリク7世として即位
- 1397年 - 摂政マルグレーテ1世によるカルマル同盟成立
- 1435年 - デンマークに対抗するため、全国議会を招集（身分制議会の創始[81]）
- 1450年 - ノルウェーと分離（デンマークのオルデンブルク朝との連合をノルウェーが容認）
- 1477年 - ウプサラ大学設立
- 1520年 - ストックホルムの血浴
- 1523年 - グスタフ・ヴァーサ即位。スウェーデン王国の成立（ヴァーサ朝 -1654年）
- 1527年 - ヴェステロース全国身分制議会、グスタフ1世による法律・教会改革（スウェーデンの宗教改革[27]）
- 1544年 - 世襲制の確立とスウェーデン海軍設立
- 1555年 - ヨハンネス・マグヌスが歴史書「ゴート人たちとスウェーデン王国の歴史」を編纂（ゴート起源説の起り）
- 1558年 - リヴォニア戦争（-1583年）
- 1563年 - 北方七年戦争（-1570年）
- 1581年 - ヨハン3世、フィンランド大公登位
- 1587年 - ポーランド王にスウェーデン王太子シギスムンド即位（ポーランド・ヴァーサ朝 -1668年）
- 1592年 - シギスムンド、スウェーデン王に即位（-1598年）
- 1600年 - リンチェピングの血浴、スウェーデン、ルター派を国教化
- 1609年 - ロシア大動乱に参戦（-1617年）
- 1611年 - グスタフ2世アドルフ即位
- 1621年 - スウェーデン・ポーランド戦争（-1629年）
- 1630年 - 三十年戦争に介入
- 1632年 - グスタフ・アドルフ戦死、クリスティーナ女王即位
- 1638年 - 北米大陸へ植民（ニュースウェーデン）
- 1643年 - トルステンソン戦争（ -1645年）。北欧の覇権を確立
- 1648年 - ヴェストファーレン条約
- 1654年 - カール10世即位（プファルツ朝 -1720年）
- 1655年 - 北方戦争（-1661年）
- 1660年 - カール11世即位（1672年親政）
- 1666年 - ルンド大学設立。記念物保護の布告（ヨーロッパの国家で初）
- 1675年 - オランダ侵略戦争に参戦（-1679年）
- 1686年 - ドロットニングホルム宮殿完成
- 1689年 - 大同盟戦争（-1697年）
- 1697年 - カール12世即位
- 1700年 - 大北方戦争（-1721年）
- 1712年 - スウェーデン独自暦を廃止
- 1718年 - カール12世戦死、スウェーデンの没落
- 1720年 - ウルリカ・エレオノーラ女王退位（ヘッセン朝 -1751年、自由の時代 -1771年）
- 1721年 - ニスタット条約
- 1731年 - スウェーデン東インド会社設立
- 1741年 - ハット党戦争（-1743年）
- 1751年 - アドルフ・フレドリク即位（ホルシュタイン＝ゴットルプ朝 -1818年）
- 1756年 - 七年戦争に参戦（-1763年）
- 1772年 - グスタフ3世によるクーデター（ロココの時代）
- 1780年 - 武装中立同盟に参加
- 1783年 - アメリカ・スウェーデン友好通商条約
- 1788年 - ロシア・スウェーデン戦争（-1790年）
- 1789年 - フランス革命に干渉（-1792年）
- 1792年 - グスタフ3世暗殺（スウェーデン語版）
- 1798年 - ラシュタット会議、フェルセンによるフランス革命戦争の講和会議（失敗）
- 1805年 - ナポレオン戦争に参戦
- 1809年 - ロシア・スウェーデン戦争（-1809年）、フィンランドを奪われる（スウェーデン＝フィンランドの分割）
- 1810年 - フランス帝国元帥ベルナドット（後のカール14世ヨハン）を王太子に推挙
- 1813年 - 解放戦争に参戦
- 1814年 - ウィーン会議、フィンランド割譲の代わりにノルウェーと人的同君連合（スウェーデン＝ノルウェー -1905年）
- 1818年 - カール14世ヨハン即位（ベルナドッテ朝）
- 1843年 - イギリスとロシア帝国に対して中立政策を表明（中立主義の創始[82]）
- 1844年 - オスカル1世即位、汎スカンディナヴィア主義を推奨
- 1848年 - 第一次シュレースヴィヒ＝ホルシュタイン戦争に干渉（-1852年）
- 1852年 - 欧州列強とロンドン議定書を締結
- 1855年 - クリミア戦争への干渉（-1856年）
- 1864年 - 第二次シュレースヴィヒ・ホルシュタイン戦争、汎スカンディナヴィア主義の挫折
- 1866年 - 二院制議会設立
- 1872年 - オスカル2世即位、ドイツ帝国のゲルマン主義を支持
- 1873年 - スカンディナヴィア通貨同盟締結
- 1879年 - 探検家ノルデンショルドの北東航路制覇
- 1889年 - 社会民主労働党設立
- 1901年 - ノーベル賞設立
- 1905年 - ノルウェー独立
- 1912年 - ストックホルムオリンピック開催
- 1914年 - 第一次世界大戦に対し中立宣言（三国国王会議）
- 1918年 - オーランド諸島帰属問題（-1921年）[83]
- 1919年 - 国際連盟に加盟
- 1939年 - フィンランドとのオーランド共同防衛計画（北欧軍事同盟構想、失敗）
- 1940年 - ナチス・ドイツの北欧侵攻、スウェーデンは中立維持（第二次世界大戦）
- 1945年 - スウェーデン赤十字社とデンマーク政府による白バス計画実施
- 1946年 - 国際連合に加盟
- 1947年 - ルター派世界連盟設立
- 1949年 - 北欧三国防衛同盟の提唱（失敗）[84]
- 1952年 - 北欧理事会に加盟
- 1952年 - カタリナ事件
- 1960年 - EFTA加盟
- 1961年 - パルメ委員会（国連軍縮委員会）設立
- 1971年 - 一院制へ移行
- 1979年 - スウェーデン憲法改正（王位継承法含む）、儀礼的国家元首制へ移行
- 1981年 - ウィスキー・オン・ザ・ロック事件
- 1992年 - バルト海諸国理事会設立
- 1995年 - 欧州連合へ加盟[85]
- 2003年 - ユーロ不参加を決定
- 2007年 - ムハンマド風刺漫画掲載問題
- 2010年 - ストックホルム爆破事件

## スウェーデンの王朝（独立後）
- ヴァーサ王朝（1523年 - 1654年）
- プファルツ王朝（1654年 - 1720年）
- ヘッセン王朝（1720年 - 1751年）
- ホルシュタイン＝ゴットルプ王朝（1751年 - 1818年）
- ベルナドッテ王朝（1818年 - ）